# Oonops sicorius
Espèce
Oonops sicorius est une espèce d'araignées aranéomorphes de la famille des Oonopidae.

## Distribution
Cette espèce est endémique de Curaçao.

## Description
Le mâle holotype mesure 1,32 mm

## Publication originale
- Chickering, 1971 : « The genus Oonops (Araneae, Oonopidae) in Panama and the West Indies. Part 1. » Psyche, vol. 77, p. 487-512 (texte intégral).